# Voith-Arena
Pour les articles homonymes, voir Voith (homonymie).
Le Voith-Arena (anciennement Albstadion GAGFAH-Arena) est un stade en Allemagne qui accueille actuellement les matches à domicile du 1. FC Heidenheim 1846. GAGFAH est une société immobilière. Le stade a une capacité de 15 000 personnes
Le site se trouve à 555 mètres au-dessus du niveau de la mer, ce qui en fait le stade le plus élevé parmi les stades des clubs de football professionnels en Allemagne.

## Histoire
Le 6 août 1978, Karl-Hans Riehm y établit le record du monde du lancer du marteau avec 80,32 m.
Depuis le 4 avril 2019, le 1. FC Heidenheim 1846 est le propriétaire de l'arène de football. Le club a versé pour cela deux millions d'euros à la ville de Heidenheim.